# Bayamo
Bayamo is de hoofdstad van de provincie Granma in Cuba, en is een van de grootste steden in deze regio. Het is gesticht door Diego Velázquez de Cuéllar op 5 november 1513. In de 16e eeuw was het een van de belangrijkste landbouwgebieden van het eiland. Omdat het zover landinwaarts ligt had het nauwelijks last van piraten.
Bayomo is tevens bekend doordat het de geboorteplaats is Carlos Manuel de Céspedes, de eerste president van de republiek Cuba. Hij was een van de bevrijders van Cuba in de onafhankelijkheidsoorlog tegen de Spanjaarden. Het geboortehuis van Céspedes is nu een museum.

## Geboren
- Carlos Manuel de Céspedes (1819-1874), president van Cuba
- Tomás Estrada Palma (1832-1908), president van Cuba
- Pablo Milanés (1943-2022), zanger en dichter